# 시어링

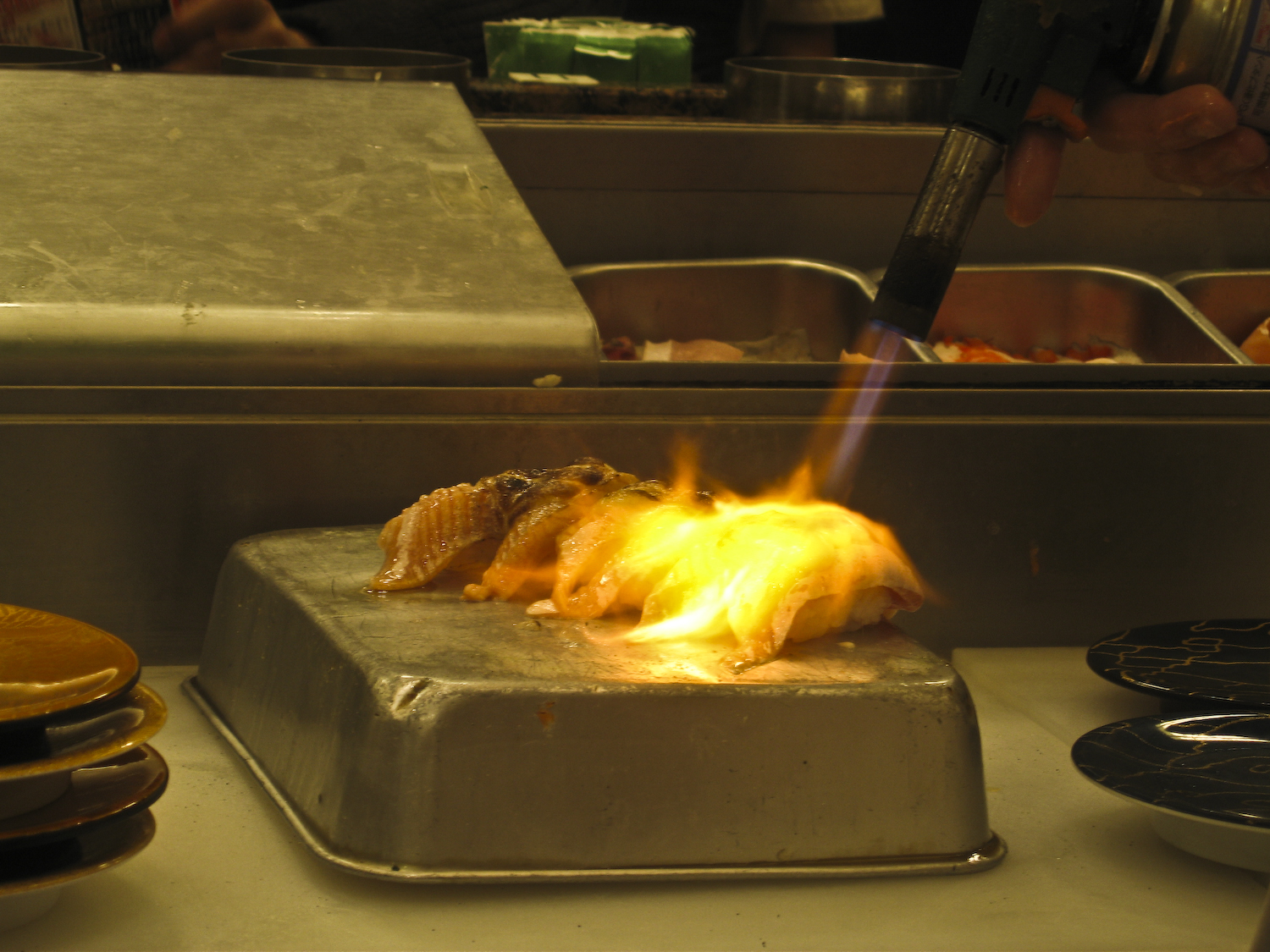
장어초밥을 가스토치로 그슬고 있다.

시어링(searing)은 식재료의 표면에 캐러멜화된 껍질이 형성될 때까지 고온으로 가열하는 요리법이다. 얼마나 태우느냐에 따라 브라우닝과 블래크닝으로 나뉜다. 원하는 갈색 또는 검은색 껌질이 형성되기 위해서는 고기의 경우 대부분 섭씨 150도 이상으로 가열한다.
대개 시어링은 표면에 껍질을 형성시켜 육즙을 비롯한 습기를 식재료 안에 가둬놓기 위함이라고 하지만, 실제로는 시어링을 하면 식재료 표면 뿐 아니라 내부의 습기도 대부분 사라진다는 것이 증명되었다. 그래도 시어링은 여전히 조리법으로 활발히 사용되는데, 캐러멜화와 마이야르 반응으로 인한 풍미 증진이 첫 번째 이유이고, 노릇노릇하게 그슬린 표면이 식감을 상승시키는 효과가 있어서이다.
고기를 그슬면 육즙이 보존된다는 속설을 처음 퍼뜨린 것은 독일 화학자 유스투스 폰 리비히로 생각된다.